# Szymon Budny
Pour les articles homonymes, voir Budny et Budne.
Szymon Budny ou Szymon de Budne, né à Budne en janvier 1530 et mort à Vichnieva le 13 janvier 1593, est  une grande figure de la Reforme polonaise. Humaniste, théologien, réformateur de l'Église, traducteur de la Bible, il était antitrinitaire et ne reconnaissait pas l'idée de la divinité du Christ.

## Biographie
Szymon de Budne était issue d'une famille noble ruthène de confession orthodoxe. Élevé à la cour des magnats Chodkiewicz (en), il a ensuite étudié à l'université Jagellonne de Cracovie et peut-être aussi à Bâle où il a rencontré Michel Servet, fondateur d'une théologie refusant le dogme de la Trinité. Après son retour en Lituanie, Szymon Budny est devenu pasteur calviniste à la cour du prince Mikołaj Radziwiłł, mais ce dernier n'était pas favorable au jeune réformateur. Contraint de partir, Szymon Budny a trouvé un autre protecteur en la personne de Jan Kiszka (en) À Łoski, le fief du magnat, il pouvait proclamer ouvertement son programme social et religieux.  
Szymon Budny parlait couramment plusieurs langues. Il a écrit des traités en biélorusse et en polonais. Il connaissait bien le latin, l'hébreu et le grec et il soutenait l'introduction des langues nationales dans le service religieux et l'enseignement.  
En 1562 il a cofondé une imprimerie à Nieśwież, où il a publié son catéchisme en polonais. En 1571, il a traduit le Nouveau Testament en polonais et l'a publié avec ses commentaires. Il a correspondu avec le réformateur suisse Heinrich Bullinger. Beaucoup de ses œuvres ont été écrites en polonais et en latin. Il a défendu l'égalité de tous devant la loi, il s'est prononcé pour la justice sociale et a exhorté au développement de l'enseignement dans la langue maternelle. 
En 1570, deux grands partis forment l'Ecclesia Minor, la Petite Église polonaise. Celui constitué par la communauté de Cracovie avec Piotr de Goniądz et Grzegorz Paweł de Brzeziny qui s'est rapproché de la communauté de Lublin avec Marcin Czechowic et Jan Niemojewski qui défendent une position radicale et veulent vivre suivant les préceptes de l'Évangile et suivre l'exemple du Christ en étant pauvres, humbles, pacifiques, charitables et justes. À ce groupe peut être rattaché la communauté de Raków qui veut préparer pacifiquement une Jérusalem sur terre. Le second parti est constitué de l'église de Lituanie qui est sous l'autorité morale de Szymon Budny et de Jacobus Palaeologus favorable à une position moins radicale. Dans les années 1572 à 1575, à la suite de la guerre de Livonie (1569-1572), des conflits se sont développés entre ces deux factions unitariennes sur la légitimité de la violence. Szymon Budny a résisté à la tendance prêchant un pacifisme radical.
Dans Le droit de glaive résume les thèses de Piotr de Goniądz auxquelles il s’oppose : « Il n'est rien sur quoi on parle, enseigne et même publie plus de livres imprimés : on veut ainsi par l'Écriture qu'il n'appartient pas à un Chrétien d'occuper une fonction publique qui use du jus gladii, qu'il ne convient pas à un croyant d'être roi, prêtre ou prince, pas plus que commandeur, gouverneur, préfet, juge, juge-adjoint, lieutenant, bailli, maire, capitaine, soldat, fantassin ...En outre, ils soutiennent qu'il ne convient pas à un homme pieux de posséder un domaine tel que ses revenus lui permettent de partir à la guerre ; d'avoir recours à n'importe quelle loi, polonaise, lituanienne, allemande, provinciale, municipale, locale ou autre qui punisse du glaive ou même nécessite qu'on prête serment. En bref, qu'il ne convient pas de porter sur soi ou à la main d'arme quelle qu'elle soit, même si l'on voyage, ou de se défendre contre des voleurs ». 
À la suite de la mort du roi de Pologne Zygmunt II August, en 1572, la Diète craignant une attaque pendant l'interrègne a demandé à la noblesse polonaise de se tenir prête à défendre les frontières. Ce qui a mis les nobles Frères polonais anabptistes dans l'embarras. Ils ont dû se poser le problème d'une manière moins abstraite. Szymon Budny et Jacobus Palaeologus de la communauté des Frères lituaniens nonadorantistes ont été parmi ceux qui ont défendu la participation des Frères à la défense de l'État et à la participation à la vie civile sans oublier l'Évangile. Il a exposé, en 1572, dans De bello sententia sa position sur le droit d'un chrétien à participer à la défense de son pays. Ce texte a été complété en 1573 par Jacobus Palaeologus qui a écrit Defensio verae sent.entiae de magistratu politico in Ecclesiis christianis retinendo, contra quosvis ejus impugnatores : nominatim vera contra Racoviensium scriptum, ex divinis scripturis Simpliciter collecta pour amener plus de Frères polonais à soutenir l'État. Grzegorz Paweł et les Racoviens ont répondu qu'ils ne voulaient voir que l'Évangile et les enseignements d'amour et d'humilité du Christ. C'est Fausto Sozzini qui a défini une synthèse quelques années plus tard.
La communauté des Frères lituaniens avait la particularité de donner une forte autorité à l'Ancien Testament ce qui l'a conduit au nonadorantisme. Elle rejetait le culte du Christ qui diminuait ce qu'on doit à Dieu seul. Pour eux, il n'était pas préexistant à sa vie terrestre, il a été engendré par Joseph et n'est le fils de Dieu que « per potestatem delegatam ». Cette position est proche de l'arianisme. Szymon Budny est condamné au synode de 1584 pour sa doctrine qualifiée de « judaïsante » du Christ-homme, ce qui entraîne son éviction de l'Ecclesia Minor. Elle s'est quand même maintenue jusqu'au XVIIe siècle en Lituanie et en Transylvanie où elle a été défendue par Ferenc Dávid

## Publications
- O urzędzie miecza używającym (Le droit de glaive), 1583, republié à Varsovie en 1932
- O przedniejszych wiary chrystyjańskiej artykulech, republié à Varsovie en 1989 dans la Biblioteka pisarzy reformacyjnych, no 16
- Biblia Nieświeska, 1572, traduite en polonais par Szymon Budny (lire en ligne)
- Nowy Testament, Feliks Bolemowski, vers 1589

## Hommages
Il y a des monuments le représentant à Niasvij et Minsk.